# كارا لوكوود
كارا لوكوود (بالإنجليزية: Cara Lockwood) (1973، دالاس في الولايات المتحدة)؛ روائية أمريكية. درست في جامعة بنسيلفانيا.

## روابط خارجية
- كارا لوكوود على موقع IMDb (الإنجليزية)